# 산타폴리나레
산타폴리나레(이탈리아어: Sant'Apollinare)는 이탈리아 라치오주 프로시노네도에 위치한 코무네다. 로마로부터 남동쪽 120km, 프로시노네로부터 남동쪽 50km 거리에 있다.